# تشم تي (مازو)
تشم تي (بالفارسية: چم‌تی) هي قرية تقع في قسم مازو الريفي، بمقاطعة أنديمشك التابعة لمحافظة خوزستان، إيران.